# Goretti Kyomuhendo
Goretti Kyomuhendo (sinh ngày 1 tháng 8 năm 1965) là một nhà văn và nhà hoạt động văn học người Uganda. Là một người tham gia tại Liên hoan Văn học Quốc tế Berlin năm 2001, Kyomuhendo đã được công nhận cho "những cuốn tiểu thuyết nổi tiếng quốc tế". Bà cũng có uy tín trong giới văn học châu Phi về các vị trí của mình từ năm 1997 đến 2007 với tư cách là Điều phối viên Chương trình đầu tiên cho FEMRITE. —Hiệp hội Nhà văn nữ, và việc thành lập Hội Nhà văn Châu Phi năm 2009, sau khi bà chuyển đến Luân Đôn, Anh Quốc, năm 2008.

## Giáo dục
Maria Goretti Kyomuhendo sinh ra và lớn lên ở Hoima, Tây Uganda. Bà có bằng Cử nhân Văn học (xuất sắc) Anh học (2003), từ Đại học Natal, Durban, Nam Phi, và bằng Thạc sĩ Văn học Sáng tạo (2005), từ Đại học KwaZulu-Natal ở Durban. Năm 2003, Kyomuhendo được trao tặng học bổng sau đại học vì kết quả xuất sắc của trường Đại học KwaZulu-Natal. [6] Bà là nhà văn người phụ nữ đầu tiên của Uganda được tuyên bố là Thành viên danh dự về Viết tại Đại học Iowa, 1997, sau khi tham gia vào Chương trình Viết Quốc tế của Iowa.

## Quá trình viết văn và các thành công quan trọng
Cuốn tiểu thuyết đầu tiên của Kyomuhendo, The First Daughter (xuất bản năm 1996), được đón nhận nhiệt tình ở Uganda, và cũng thu hút sự chú ý của khu vực (Đông Phi). Cuốn tiểu thuyết thứ hai của bà, Secrets No More (1999), giành được giải thưởng National Book Trust of Uganda vào năm 1999.